# Étienne Mulsant
Étienne Mulsant (Marnand, 2 marzo 1797 – Lione, 4 novembre 1880) è stato un entomologo, ornitologo e bibliotecario francese.

## Biografia
Étienne Mulsant era il figlio di Marie-Sébastien Mulsant (1776-1853), a sua volta figlio di Stephen Mulsant (1733-1795), signore del Platière e industriale di Thizy, ex consigliere del re e deputato, che introdusse la tessitura del cotone al posto della canapa. Nel 1806, studia presso il Collegio di Belley, nel 1808 a quello di Roanne e nel 1810-1814 nell'Oratorio di Tournon-sur-Rhône. I suoi genitori intendono coinvolgerlo nell'attività di tessitura del cotone, per questo Etienne viene inviato a un mercante di tele di Lione, amico dei suoi genitori. Ma egli preferisce l'erboristeria e nel maggio 1816 prende in moglie sua cugina Julie Ronchivole. Ritornato vicino a Thizy nel 1817 diviene sindaco a Saint-Jean-la-Bussière, dove i suoi genitori possiedono una proprietà in cui si può dedicare alla botanica nel tempo libero. Nel 1827, diventa, come suo padre e suo nonno, magistrato del Cantone di Thizy. Nel 1830 lascia il suo posto e si riunisce ai genitori a Lione. Ha scritto libri di testo in qualità di bibliotecario di Lione. Nel 1838 diviene assistente bibliotecario presso la biblioteca pubblica di Lione, in particolare la grande biblioteca, chiamata anche bibliothèque du Lycée situata nel Collegio Imperiale e Liceo Reale ora conosciuto come Collège-lycée Ampère. Nella stessa scuola diviene professore di storia naturale dal 1843 al 1873. Nel 1874, diviene capo bibliotecario della città di Lione fino alla sua morte nel 1880. È stato presidente della Société linnéenne di Lione per 35 anni e ha pubblicato in collaborazione con molti entomologi (Antoine Casimir Marguerite Eugène Foudras, il suo ex allievo Claudio Rey Francisque Guillebeau, Valéry Mayet, Jean Baptiste Édouard Verreaux). Ha inoltre collaborato con l'ornitologo Jules Bourcier, specialista in colibrì. È sepolto a Saint-Jean-la-Bussière.

## Lista parziale delle pubblicazioni
- Opuscules entomologiques, Parigi, L. Maison, poi Maguin, poi Blanchard, poi Deyrolle fils, 1852-1875; (dedicato a Charles Levaillant);
- Histoire naturelle des coléoptères de France, Parigi, L. Maison, poi Magnin, Blanchard e Cie, 1854-1863;
- Souvenirs d'un voyage en Allemagne, Paris, Magnin, Blanchard et Cie, 1862;[1]
- Histoire naturelle des punaises de France, Parigi, F. Savy (Parigi), poi Deyrolle, 1865-1873;
- Lettres à Julie sur l'ornithologie,  Parigi, A. Laplace, 1868[2]
- Souvenirs du Mont Pilat et de ses environs, Lione, Pitrat Aîné, 1870[3]

| Mulsant è l'abbreviazione standard utilizzata per le specie animali descritte da Étienne Mulsant. Categoria:Taxa classificati da Étienne Mulsant |